# Міндлін Іосиф Михайлович
Іосиф Михайлович Міндлін (1894, — Вітебськ, — † 19 травня 1959, — Одеса). Театральний актор, режисер, організатор та керівник низки єврейських театрів СРСР. Жертва сталінських репресій.

## Життєпис

### Родина
Народився у єврейській релігійній сім'ї. Батько — Мойше Міндлін, був єврейським вчителем — меламедом. Мати — Ріва Міндліна, домогосподарка. У Іосифа було ще дві сестри — Берта та Хася.

### Освіта

Кадр із стрічки «Наївний кравець». 1928 р. Артисти: І.Міндлін та А. Разумовська

Коли Іосифу було 8 років, помер батько, навчатися далі вже не було можливості, займався самоосвітою, вивчав мови. У 13 років пішов працювати. Чотири роки працював підмайстром у кравця.
1911 — 1915 — співав у хорі в синагозі. Хористи також брали участь у виставах єврейських театральних колективів, що гастролювали по Вітебській губернії. У цей період познайомився із своєю майбутньою дружиною — Естер Меєрівною Епштейн (Ніна Марківна Міндліна).
1915 — призваний до діючої армії.
1916 — комісований через хворобу.
Починає пошуки театральної трупи, в якій міг би працювати актором, але на той час в районі бойових дій подібна діяльність була заборонена. Невдовзі приєднався до єврейської трупи видатного артиста Я. Ліберта, до якої входила низка корифеїв єврейської сцени. Трупа гастролювала у містах Поволжя та центральної Росії. На гастролях в Астрахані перейшов до іншої трупи — Ісая Жоржа, з якої об'їздив міста Сибіру та Уралу, доки трупа не розпалась.
Починалася російська революція 1917.
Повернувшись до Вітебська 25 березня 1917 організовує єврейський робочий театр — перший у Вітебську, який існував до 1918, далі приєднався до Товариства ім. І. Л. Переца. Вже у складі Товариства був створений хор та драматичний колектив, який далі йменувався «Єврейською студією» при Товаристві ім. И. Переца". Колектив очолив режисер Іосиф Міндлін.
17 травня 1919 відбувся перший бенефіс І. М. Міндліна, як актора у комедії Г. Запольського «Їх четверо».
В цей час знайомиться з Марком Шагалом.
Як режисер вирішує виходити із провінції. 22 серпня 1919 вирушає до Петрограду навчатися в Студії, що створена режисером Грановським.
Пізніше Студія переїжджає до Москви.
Згодом, у зв'язку зі смертю матері, залишає Студію, і повертається до Вітебську, де у 1920 — художній керівник і артист Державного єврейського театру Вітебська.
1922—1926 — після закриття єврейського театру Вітебська служить актором у трупі І. Брандеско, актором та режисером Київського театру «Кунст Вінкл» («Куточок мистецтв»), Українського ДЕРЖЄТа (Державного єврейського театру) у Харкові.
1926—1929 — в Одесі. Спочатку був актором у трупі І. Рубіна, потім актором та художнім керівником низки колективів єврейських акторів Одеси. Тут же в Одеській Кінофабриці ВУФКУ починає працювати в кіно, паралельно з роботою в театрі є штатним актором кінофабрики.
1929 — відкомандирований як режисер до щойно організованого театру «Ройтер Факел», (перекладається як «Червоний Факел») який у 1931 увійшов до єврейського пересувного театру правобережжя УССР.
1932 — призначений Художнім керівником єврейського театру у Смоленську.
1933 — переведений артистом до об'єднаного Київсько-Харківського ДЕРЖЄТа.
1935 — призначений художнім керівником Азербайджанського ДЕРЖЄТа в Баку. Під керівництвом І. Міндліна театр став одним із найкращих на території СРСР, гастролював по Грузії та Україні. Цей період є вершиною режисерської діяльності І. Міндліна. Але у 1939 театр ліквідований.
І. М. Міндлін отримав призначення до Білостоцького єврейського театру як режисер та актор. Театр треба було створювати заново. Частина трупи вирушила до нового театру слідом за своїм худ керівником, інша частина трупи була укомплектована артистами єврейських театрів Польщі.
У 1941, на початку війни, театр перебував на гастролях у Могильові, звідти у ніч з 25 на 26 червня театр евакуювався у глиб країни. Залишки колективу вливаються у драматичний ансамбль, створений при Обласному Відділі мистецтв Саратова.
1942 — І. Міндлін переведений до Самарканду, в Харківський ДЕРЖЄТ як актор та режисер. Театр працював у містах Узбекистана — Коканді, Самарканді, Ташкенті, Фергані. У 1944 відбулося злиття колективу із залишками Одеського єврейського театру. Театр став називатися Одесько-Харківським ДЕРЖЄТом. Після від'їзду в Одесу у 1947 художнього керівника Е. Лойтера головним режисером, а пізніше художнім керівником був призначений І. М. Міндлін.
На початку 1948 театр повернувся до Одеси. Але позбавлений стаціонарної сцени — його приміщення передали театру Червоної армії, театр реорганізується у пересувний. Місцем базування обирається містечко Балта, що за двісті кілометрів від Одеси. 1 січня 1948 Іосиф Міндлін до цього нового колективу зачислений режисером та актором.
15 квітня 1949 — останній запис у трудовій книжці Іосифа Міндліна — «Звільнений у зв'язку з ліквідацією театру»..

### Ув'язнення

Іосиф Міндлін після арешту

30 жовтня 1950 — арештований. Інкримінувалися статті 54 — 10, ч 2, та 54 — 11 КК УРСР — «Єврейський буржуазний націоналізм, антирадянська націоналістична діяльність». У результаті обшуку із оселі Міндліна було вилучено багато документів: довідки, характеристики, театральні бланки, альбоми, фотографії, рукописи, щоденники. Іосиф Міндлін мріяв про написання книжки по історії єврейського театру, збирав і записував свідчення, доповнював своїми спогадами. Писав протягом життя. Але всі документи, щоденники, свідчення були знищені шляхом спалення, про що у слідчій справі був складений акт..
Протягом слідства відкидав звинувачення, і не зважаючи на катування, жодного свідчення проти когось не підписав.
Отримав 10 років таборів.

| "Затверджую".Заст. начальника УМДБ Одеської обл.. полковник Гавриш. Звинувачувальний звіт по слідсправі № 5178 за звинуваченням Нісенцвейг Хаіма Хемевича, Кит Соломона Абрамовича, Міндліна Іосифа Михайловича, Губермана Айзіка Шмулевича за ст. ст. 54 — 10 ч. 2 та 54 — 11 УК УССР. В Управління МДБ по Одеській області поступили дані про антирадянську діяльність м. Одеси Нісенцвейх Х.Х., Кит С.А., Міндліна І.М. Губермана А.Ш. На основі цих даних вказані особи у різний час в період від 30 жовтня по 2 грудня були заарештовані та присунуті до карної відповідальності по цій справі…. |
Етапований до Особливого табору: п/с№ 215/2-05, поштове відділення Ново-Чунка, Шиткинський р-н Іркутської області.
Звільнений з-під варти 30 листопада 1954, однак повернутися із табору зміг лише в середині 1955.
Після ув'язнення пішов працювати за спеціальністю, яку набув у далекій молодості — кравцем.
19 травня 1959 — помер.
Реабілітований у 1989.

## Особисте життя
- Дружина — Ніна Міндліна.
- Донька — економіст Р. І. Гомберг.
- Син — художник по рекламі Петро Міндлін.
- Невістка — акторка Львівського та Одеського єврейського театрів Рита Гендлін, учениця Народного артиста СССР С. Міхоелса. (Її сестра, співачка та педагог музики Есфірь Фаустівна Гендлін, дружина скрипаля М. М. Гольдштейна та естрадного актора, конферансьє О. А. Олицького, мати концертмейстера Віолети Єрохіної.
- Онук — Фауст Міндлін

## Фільмографія
- 1927 — Леон Кутюрьє (Оповідання про просту річ, Совкіно), за мотивами оповідання Б. А. Лавреньова «Оповідання про просту річ».
- 1928 — Очі, які бачили (Мотеле Шпіндлер; Мотеле-ідеаліст; Наївний кравець, ВУФКУ — Одеса), режисер Володимир Вільнер за сценарієм Соломона Лазуріна.
- 1930 — П'ятеро наречених (ВУФКУ — Одесса), режисер Олександр Соловйов за сценарієм Давида Мар'яна.